# Алексеенко, Константин Савельевич
Константи́н Саве́льевич Алексе́енко (15 [28] сентября 1912 — 11 мая 1980) — участник Великой Отечественной войны, командир стрелкового отделения 164-го гвардейского стрелкового полка 55-й гвардейской стрелковой дивизии 56-й армии Северо-Кавказского фронта, Герой Советского Союза (1944), гвардии сержант.

## Биография
Родился 15 (28) сентября 1912 года в селе Рощинское ныне село Рощино Горьковского района Омской области в семье крестьянина. Русский. Образование начальное. В 1928 году вместе с родителями переехал в Краснодарский край. Работал подручным мастера-сапожника, счетоводом.
Вступил добровольцем в Красную Армию в августе 1942 года. На фронте с ноября 1942 года. Первое боевое крещение принял при защите перевала в районе Сочи — Лазаревская. Был ранен. Второе ранение получил в бою в районе станицы Молдаванской Крымского района Краснодарского края.
Командир стрелкового отделения 164-го гвардейского стрелкового полка 55-й гвардейской стрелковой дивизии 56-й армии Северо-Кавказского фронта гвардии сержант Константин Алексеенко в ночь на 3 ноября 1943 года в числе первых высадился на Керченский полуостровов и повёл отделение в атаку. Участвовал в отражении контратак на захваченном плацдарме. Во главе группы подобрался к траншее противника на господствующей высоте с тыла, забросал фашистов гранатами. Тем самым был открыт роте путь вперёд.

Указом Президиума Верховного Совета СССР от 16 мая 1944 года за образцовое выполнение боевых заданий Командования на фронте борьбы с немецкими захватчиками и проявленные при этом отвагу и геройство гвардии сержанту Алексеенко Константину Савельевичу присвоено звание Героя Советского Союза с вручением ордена Ленина и медали «Золотая Звезда».

В последующих боях он был ранен в третий раз в обе ноги и руку. После длительного лечения вновь воевал. Демобилизован в июле 1945 года.
Назначался руководителем совхозов в Краснодарском крае и Архангельской области. С 1955 года жил в станице Хопёрская (Тихорецкий район Краснодарского края), работал заведующим нефтебазы.
Умер 11 мая 1980 года.

## Награды
- Медаль «Золотая Звезда» Героя Советского Союза (№ 3613)
- Орден Ленина
- Медали, в том числе:
  - Медаль «За победу над Германией в Великой Отечественной войне 1941—1945 гг.»
  - Юбилейная медаль «Двадцать лет Победы в Великой Отечественной войне 1941—1945 гг.»
  - Юбилейная медаль «Тридцать лет Победы в Великой Отечественной войне 1941—1945 гг.»